# Walter Bison
Walter Bison (* 25. Juli 1913 in Düsseldorf; † 13. April 1985 in Heilbronn) war ein deutscher Theaterintendant, -schauspieler und -regisseur, der in der Geschichte des Heilbronner Theaterlebens eine wichtige Rolle spielte. Von 1954 bis 1968 hatte er die Leitung des Kleinen Theaters Heilbronn e.V. inne, von 1968 bis 1980 war er Geschäftsführer der Heilbronner Theater GmbH, 1970 wurde ihm die Goldene Münze der Stadt Heilbronn verliehen. 1980 wurde er mit dem Bundesverdienstkreuz ausgezeichnet.

## Leben

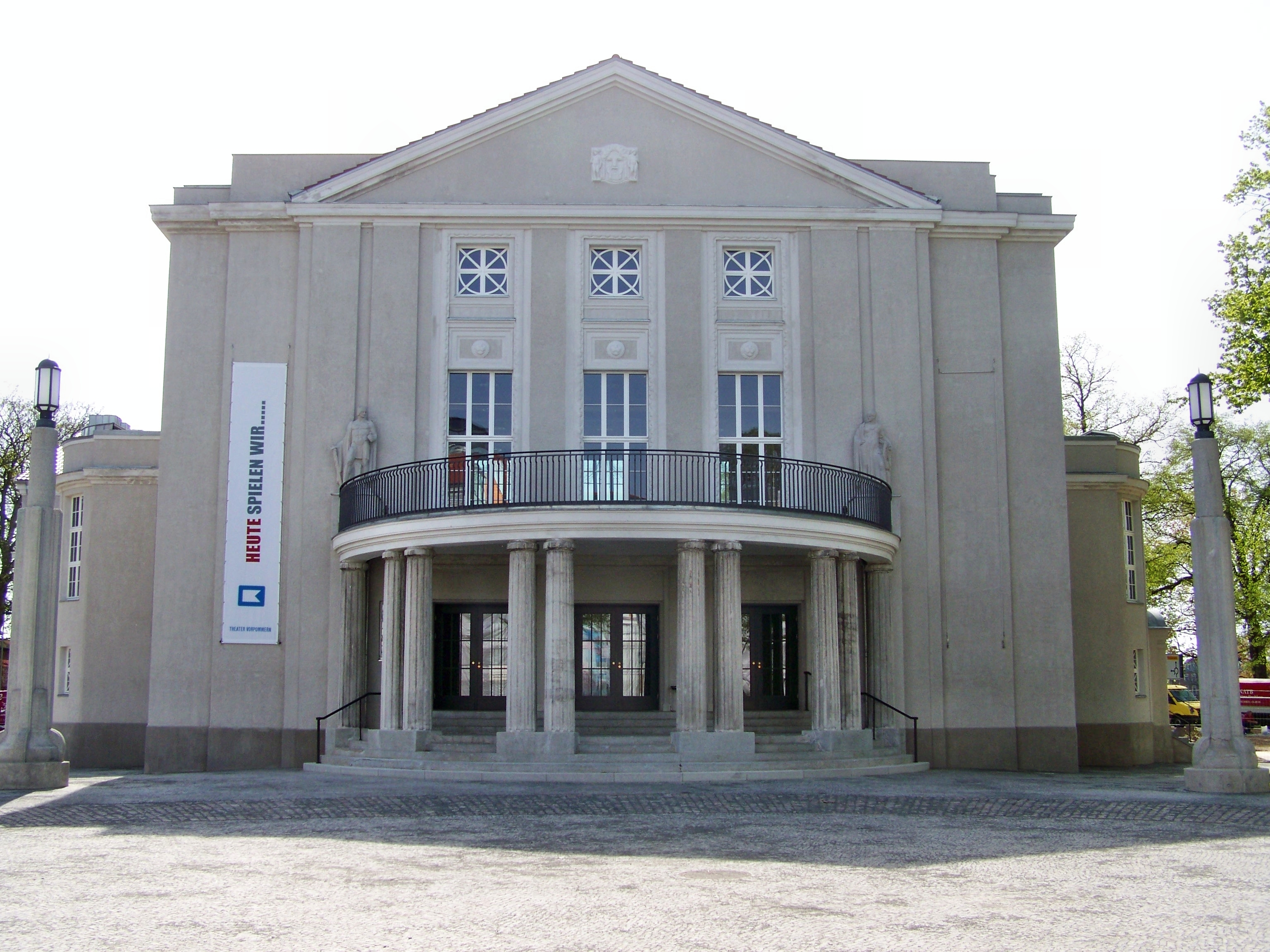
1936, Stralsunder Theater

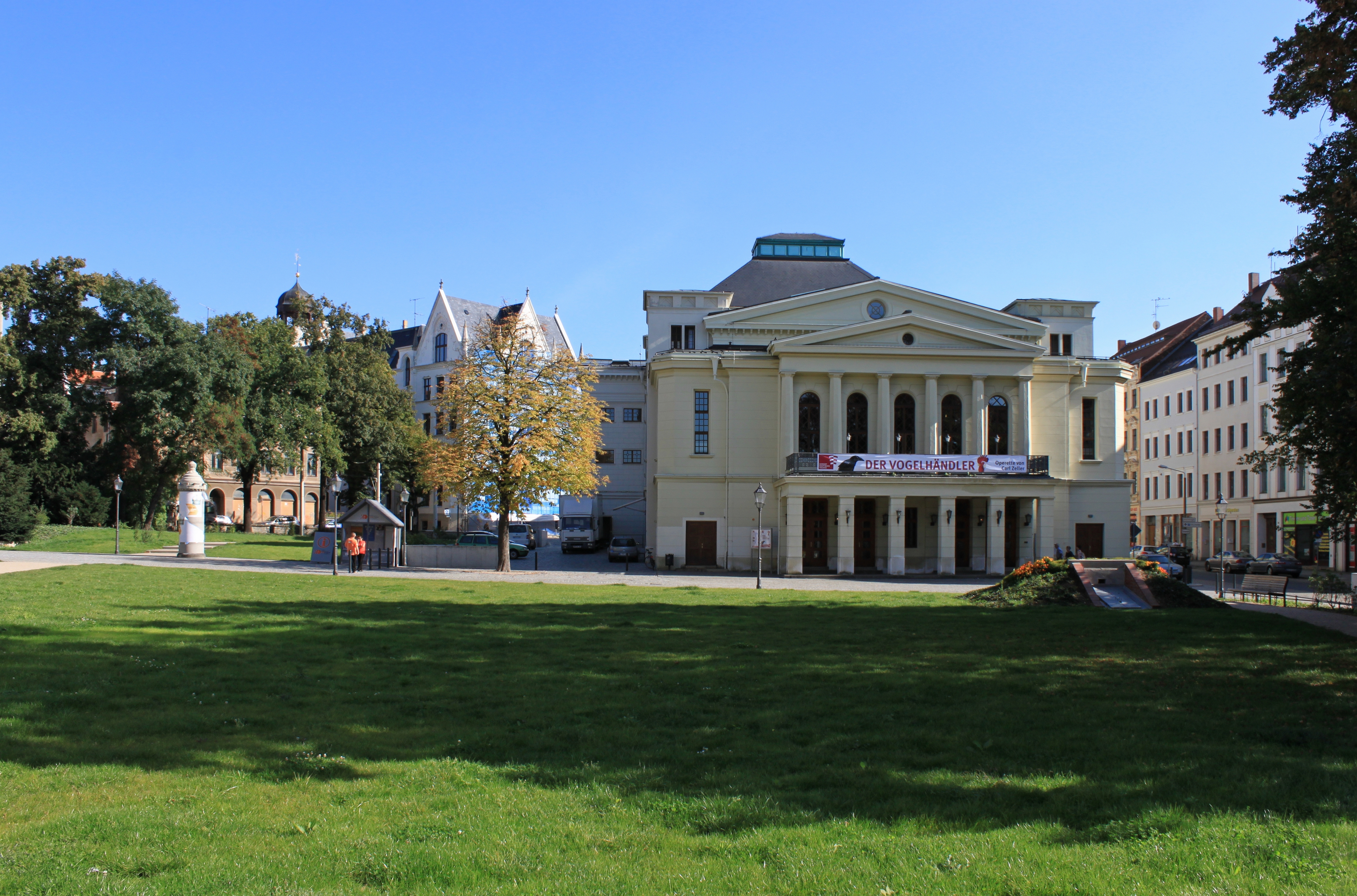
1936, Görlitzer Theater

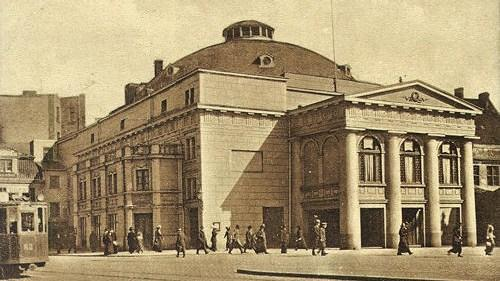
1937–1939, Danziger Stadttheater

Walter Bison wurde in Düsseldorf als Sohn des Oberingenieurs Friedrich Bison und seiner Frau Elfriede, geb. Bockelmann geboren. 1918 übernahm Bisons Vater den Aufbau der Flender-Werke in Lübeck als Direktor und Betriebsleiter. Walter Bison verbrachte seine Kindheit in Lübeck, wo er auf dem Johanneum zu Lübeck Ostern 1932 sein Abitur machte. Danach absolvierte er eine dreijährige Lehre als Kaufmann in der Lübecker Handelsfirma Possehl GmbH; parallel dazu nahm er Schauspielunterricht bei Wilhelm Kürten am Städtischen Theater in Lübeck. Im Frühjahr 1935 bestand er sowohl die kaufmännische als auch die schauspielerische Abschlussprüfung.  Die Schauspieler-Abschlussprüfung legte er vor einer staatlichen Kommission in Hamburg unter Vorsitz des Generalintendanten Heinrich Karl Strohm ab.
Sein erstes Engagement als Schauspieler hatte Bison beim Grenzlandtheater Flensburg (heute Schleswig-Holsteinisches Landestheater). Danach folgten weitere Jahresverträge am Theater am Olof-Palme-Platz in Stralsund und am Theater am Demianiplatz in Görlitz. 1937 wurde er für zwei Jahre am Staatstheater Danzig als erster Jugendlicher Held und Liebhaber engagiert.
Im April 1936 heiratete er die Schauspielerin Ingeborg Boysen, ihr gemeinsamer Sohn Olaf wurde am 5. Oktober 1938 geboren. Ingeborg ertrank im September 1941 in Cranz.
Ab 1940 war Bison Soldat in der Wehrmacht. Sein Truppenteil war am Frankreichfeldzug beteiligt, wurde im Februar 1941 an die Ostfront verlegt und blieb dort bis zur Kapitulation im Frühjahr 1945. Im Herbst 1945 gelang ihm die Flucht aus sowjetischer Kriegsgefangenschaft.
Im Oktober 1945 hatte Bison am Stadttheater Lübeck nach Wiedereröffnung der Theater ein Engagement als Erster Charakterheld. 1947 ging er zur Jungen Bühne nach Hamburg. Zum Ensemble des Hamburger Theaters gehörten damals Will Quadflieg, Günther Lüders, Hardy Krüger und Albert Florath. Neben Bisons Arbeit auf der Bühne war er auch häufig im Rundfunk (NDR) beschäftigt. Bisons erstes Engagement als Spielleiter schloss er im Jahre 1948 an das Staatstheater in Kassel ab. 1949 wurde er Oberspielleiter des Schauspiels am Stadttheater Hildesheim. In der gleichen Position war er 1952 am Landestheater Württemberg-Hohenzollern in Tübingen. In der Spielzeit 1954/55 übernahm er die Leitung des Kleinen Theater Heilbronn e.V. Zur Spielzeit 1956/57 wurde Bison zum Intendanten ernannt. Als das Heilbronner Theater in der Spielzeit 1968/69 die Rechtsform einer GmbH annahm, wurde Bison Geschäftsführer.
Bison inszenierte über 160 Stücke und spielte in über 80 Stücken selbst wichtige Rollen wie den König Lear von William Shakespeare, den Nathan den Weisen von Gotthold Ephraim Lessing, den Philipp in Don Carlos von Friedrich Schiller und den General Harras in Des Teufels General von Carl Zuckmayer. Als im März 1970 die Heilbronner Theater GmbH eine zweite Spielstätte (Studiobühne) in der Harmonie eröffnete, lehnte dies Walter Bison wegen des zu kleinen Ensembles und der ungeeigneten Räumlichkeiten ab. Im März 1977 wurde der Betrieb der Studiobühne in der Harmonie beendet. 49 Studio-Produktionen waren bis dahin gezeigt worden. Im Juli 1980 beendete Walter Bison seine Tätigkeit als Intendant und wurde mit dem Verdienstkreuz der Bundesrepublik ausgezeichnet.
Walter Bison beschrieb in Der Kampf ums Theater lohnte sich, wie der Zuschuss von 50.000 auf 1.500.000 Mark wachsen konnte:

„Als ich nach Heilbronn kam, da bestand dieses Theater nur mit Stückverträgen und vor allen Dingen mit einem Zuschuß von 50 000 Mark, davon waren 41 000 Mark Schulden abzutragen. Ich habe das Ganze in einigen Jahren konsolidiert. Ich habe es geschafft, daß sechs Abonnements aufgelegt wurden, daß ein festes Ensemble engagiert wurde und daß der Zuschuß bis 1 500 000 Mark gewachsen ist.“

## Rezeption
Bisons Arbeit war Gegenstand heftiger Auseinandersetzungen. So wurde die im Oktober 1975 erfolgte Inszenierung von La Guerre de Troie n’aura pas lieu („Der trojanische Krieg findet nicht statt“) des französischen Berufsdiplomaten und Schriftstellers Jean Giraudoux aus dem Jahre 1935 sehr kritisiert:

„Ein Teil des Publikums pfiff und buhte als Intendant und Regisseur Walter Bison sich am Schluß dem Publikum zeigte, ein anderer Teil war über die Mißachtung des ‚großen alten Mannes‘ des Heilbronner Theaters empört. Die Theaterkrise, in der Öffentlichkeit per Leserbriefe und Zeitungsartikel ausgetragen, scheint sich im Theaterraum fortzusetzen. Vor allem jüngere Theaterbesucher sind nicht mehr ohne weiteres gewillt, für jede Produktion Beifall zu spenden. Die Inszenierung des Giraudoux-Ramas ‚Der Krieg in Troja findet nicht statt‘ war in der Tat nicht befriedigend. Zwar mühten sich die Schauspieler redlich, die Problematik ‚Krieg-Frieden‘ endlich in den Griff zu bekommen, aber von Dramatik war nur in der Schlußphase etwas zu spüren. Sonst plätscherte Der Ablauf der Handlung mehr langweilig als spannend vor sich hin. Zugegeben: Die Handlung ist weitgehend auf Dialoge aufgebaut, belebende Szenen sind seltener….“

Der Vorsitzende des Heilbronner Kunstvereins Ulrich Dehn und Jürgen Dieter Ueckert kritisierten, dass Walter Bison überfordert sei:

„Die derzeitige Diskussion um das Heilbronner Theater sei wichtig. das betonen alle: Kritiker und Verteidiger des momentanen Zustandes … Kritiker des momentanen Theatersituation wünschen ein festes Schauspielerensemble … Alle zwei Wochen ein neueinstudiertes Stück mit einem Ensemble von 22 Mitgliedern. Für die Regie der vier großen Inszenierungen zeichnen zwei Ensemblemitglieder verantwortlich (die gleichzeitig noch als Schauspieler auftreten):Der Intendant Walter Bsion und der Oberspielleiter Georg Hahn. Fleißig, fleißig ! - Aber wer kann bei diesen Verhältnissen noch Qualität erwarten …“

Der Gießener Schauspieler Günter Hänel, Ex-Mitglied des Heilbronner Ensembles und zu Theaterfragen sachverständig publizierender Schauspieler, kritisierte in der RNZ vom 13. und 18. September 1975 Walter Bison, darauf setzte sich Bürgermeister Fuchs für Walter Bison ein:

„Nachdem ich die Theaterverhältnisse in Heilbronn seit 1945 von innen her kenne, kann ich verbindlich sagen, daß Walter Bison sich um das Heilbronner Theaterleben verdient gemacht hat. Das Heilbronner Theater wäre zu einer elenden Schmiere abgeschlappt, wenn nicht die straffe Führung Walter Bisons gewesen wäre  … Ich habe den Eindruck, daß Sie nicht zu ermessen und abzuwägen vermögen, wie schwer es ist, den Theatergedanken in Heilbronn durchzustehen. Der Verwaltungsrat der ‚Heilbronner Theater GmbH‘ wird den gesamten Schriftwechsel, wie er in der Öffentlichkeit geführt wurde, erörtern. Er wird und das können Sie versichert sein, Herrn Walter Bison weiterhin das Vertrauen aussprechen. Ich halte es für geschmacklos und stilwidrig, im Jahre 1975 über die  Nachfolge Walter Bisons zu sprechen. Die Heilbronner Theatergeschickte wird die Zeit des Wirkens von Walter Bison als ‚Ära Walter Bison‘ zu bezeichnen haben.“

Die Stuttgarter Zeitung würdigt ihn in einem Nachruf. Dabei wird beschrieben, dass das Theater „unter seiner Leitung nie größer oder gar groß geworden“ sei.

„Er gehörte zu jener Spezies von Theaterleuten, die, obwohl sie natürlich zum Theater mußten, auch etwas anderes hätten werden können. Walter Bison, geboren in Düsseldorf, war als Kaufmann so gut ausgebildet wie als Schauspieler. Nach Engagements an kleineren Theatern, nach Krieg und Gefangenschaft, kam er nach 1945 unter anderem über Kassel und Tübingen nach Heilbronn, wo er dann von 1956 bis 1980 Intendant war. Einhundertsechzig Stücke hat er inszeniert,in achtzig die Hauptrollen gespielt. Als er in Heilbronn anfing, hieß das Theater dort das Kleine Theater. Es ist unter seiner Leitung nie größer oder gar groß geworden. Aber es hat es mit Würde durch schwere Zeiten gebracht. Jetzt ist er im Alter von einundsiebzig Jahren gstorben.“

Walter Bison wurde im Der Spiegel erwähnt, als Bison in dem Drama „La Machine à écrire“ von Jean Cocteau spielte:

„Der Heilbronner Theaterintendant Walter Bison hat schon mehr als vierzig Jahre Theaterarbeit hinter sich. Wenn er im kommenden Jahr das Heilbronner Theater verlassen wird, hat er allein in Heilbronn 26 Jahre Theatergeschichte an entscheidender Stelle mitgeschrieben. Die Wochenzeitschrift Der Spiegel erwähnte Bison in ihrem ersten Jahrgang in der Ausgabe Nummer 35. Damals erschien Der Spiegel noch ‚jeden Sonnabend‘ und kostete eine Reichsmark. In der Ausgabe vom 30. August 1947 ist auf Seite 21 unter der Rubrik ‚Theater‘ eine Besprechung über ein Theaterstück, das in Hannover aufgeführt wurde, unter der Überschrift ‚Edgar Wallace aber französisch - Die Schreibmaschine Jean Cocteaus‘ zu lesen:
 ‚Das Stück ist erst 1941 geschrieben. Aber die Gesellschaftskritik, die Cocteau bezweckt, liegt auf deutsche Begriffe auf der fernen Ebene ibsenischer Problematik. – Paul Smolny, ein neuer sehr feinnerviger Regisseur, ein vorzüglich aufeinander abgestimmtes Ensemble mit dem überlegenen Gerhard Ritter, dem talentvollen jungen Lübecker Walter Bison, der kaprizösen Jo Wegener und der charmanten Katharina Brauren treffen die französische Atmosphäre. Das Publikum hielt sich mehr an dern Reißer.‘
 In diesem Artikel ist auch ein Bild montiert, das den jungen Walter Bison in heftiger Umarmung mit der charmanten Katharina Brauren zeigt. Bildunterschrift: ‚Vorsicht! Anonyme Briefe‘ Sieben Jahre später war Walter Bison schon in Heilbronn und der junge talentvolle Lübecker  musste sich mit dem Heilbronner Provisorium Jahrzehntelang begnügen.“

## Publikationen
- Walter Bison (Hrsg.): Kleines Theater Heilbronn: Jubiläumsspielzeit 1960/1961 [10 Jahre Kleines Theater Heilbronn …] Kleine Festschrift zum zehnjährigen Bestehen des Kleinen Theaters Heilbronn. Mit einer Chronik von Hans Franke und einer Liste der aufgeführten Stücke ab 1951. Heilbronn 1961.
- Walter Bison (Hrsg.): 25 Jahre Heilbronner Theater: 1951–1976. Kleine Festschrift zum 25-jährigen Bestehen des Kleinen Theaters Heilbronn. Mit einer Chronik von Hans Franke bis 1961 (erschien bereits in der Festschrift zum zehnjährigen Jubiläum) und einer Liste der aufgeführten Stücke ("Werkstatistik") ab 1951. Heilbronn 1976.